# ميسيونس (محافظة)
محافظة ميسيونس هي إحدى محافظات الأرجنتين تنقسم إلى 17 مقاطعة صغيرة يطلق عليها اسم حزب.

## أعلام
- ألبرتو مانشيني
- رامون بويرتا
- كارلوس أنخيل لوبيز
- فابيان كاباييرو

## روابط إضافية
- Gobierno de la Provincia de Misiones Official website (in Spanish)
- French Culture in Misiones
- Pictures of Misiones